# Klaus Kynde Nielsen
Klaus Kynde Nielsen (ur. 13 kwietnia 1966 w Aarhus) – duński kolarz torowy i szosowy, brązowy medalista olimpijski oraz brązowy medalista torowych mistrzostw świata.

## Kariera
Pierwszy sukces w karierze Klaus Kynde Nielsen odniósł w 1983 roku, kiedy zdobył złoty medal w drużynowym wyścigu na dochodzenie podczas mistrzostw świata juniorów. W tej samej kategorii wiekowej wraz z kolegami zdobył rok później brązowy medal. W 1992 roku wspólnie z Kenem Frostem, Janem Bo Petersenem, Jimmim Madsenem i Michaelem Sandstødem zdobył brązowy medal w tej samej konkurencji podczas igrzysk olimpijskich w Barcelonie. Ponadto na mistrzostwach świata w Hamar w 1993 roku razem z Petersenem, Madsenem i Larsem Otto Olsenem zdobył drużynowo brązowy medal. Nielsen wielokrotnie zdobywał medale mistrzostw kraju w kolarstwie torowym, a w 1993 roku zdobył także brązowy medal na szosowych mistrzostwach Danii.